# Ntanga ghaurii
Ntanga ghaurii är en insektsart som beskrevs av Irena Dworakowska 1974. Ntanga ghaurii ingår i släktet Ntanga och familjen dvärgstritar. Inga underarter finns listade i Catalogue of Life.